# Гіліан Дьордь
Гіліан Дьордь (угор. Gilyán György; 4 жовтня 1951, Будапешт) — угорський дипломат, правник, економіст, посол Угорської Республіки в Російській Федерації (2008—2010).

## Біографія
Народився 4 жовтня 1951 року в Будапешті. У 1975 році закінчив Московський державний інститут міжнародних відносин.
Працював у Міністерстві закордонних справ Угорщини, Міністерстві торгівлі та Міністерстві міжнародних економічних відносин.
З 2006 по 2008 рік обіймав посаду державного секретаря МЗС в апараті прем'єр-міністра.
У 2008—2010 роках був послом Угорської Республіки в Російській Федерації.

## Нагороди
- командорський Хрест Ордена «За заслуги перед Польщею» (1997)[4]
- командорський хрест Ордена Заслуг Угорщини (1998);
- орден «За заслуги» III ступеня (Україна, 2009)[5]